# でかポメ
『でかポメ』は、橘紫夕による日本の4コマ漫画作品。

## 概要
通常の約4倍の大きさのポメラニアン「宗次郎」と飼い主の「お姉ちゃん（橘紫夕）」による犬の観察4コマ漫画。ノンフィクションであり、主に宗次郎の行動や愛らしさと飼い主のそれに対する行動や愛情を中心に描かれる。
当初のタイトル案は「いつでも上機嫌」だったが、担当さんより変更の指示が出たため、いくつか候補を出す。その中で作者の母の出した「でかポメ」が選ばれタイトルになった。
あおば出版発行の『ハムスペ』にて連載していた。単行本も2巻まで出ているが、ハムスペの休刊・あおば出版の倒産を受け連載が終了。その後、イースト・プレスよりハムスペが再刊されたことにより連載も再開、巻数表記は無いが実質3巻目に当たる単行本が出版されたが再度休刊したことによりイースト・プレス連載分は刊行されず、竹書房の新装版にて始めて全話収録の刊行がされた。

## 登場人物
宗次郎
本作のタイトルにもなっているポメラニアン。誕生日は8月15日のオス。
体重が9.6kgと通常のポメラニアンの約4倍。
大きなおしり（プリケツ）がチャームポイント。夏に冬毛が生える。その大きさと毛並みから猫・ライオン・タヌキと呼ばれることもある。
犬にも拘わらず無臭だが、興奮すると犬臭い。
人間が大好きで、猫も大好き。猫の友達も多く、特に猫の発情期にメス猫にモテる。また、ウサギの友達もいる。反面、犬はちょっと苦手（友達はいる）。
なつく・かまない・ほえない・もこもこのため近所の子供に大人気であり、宗次郎自身も全く人見知りをせず、初対面でも懐く。
非常にのんびりまったりした性格で、基本的にトロイのだが、エサ・散歩・人間絡みだと俊敏になる。
お客さんが来るとパワー全開で、満足するまでそばを離れず、お客さんが帰った後は力尽きて死んだように寝る。
命名はお姉ちゃんと母で、近所に「宗一郎」という子供と、同名のおじいちゃんがいる。
子犬が産まれたという広告がきっかけで、ブリーダーの元から貰われて来ら。その日のうちにご飯を食べ、走り回り、盛大に寝るなど飼育書不要の柔軟さを発揮する。
宗次郎の中での家族の順位は『父　→　お姉ちゃん　→　宗次郎　→　母』となっており、母は最も低い扱いとなっている。
このためイタズラ好きだが、お姉ちゃんの部屋ではいい子で、逆に母に対しては強気である。
ビビり屋で大きな音も苦手だが、花火は平気。
読者からは本当にポメラニアンか疑われるほど犬っぽくない。
習得している芸は「オイデ」「オスワリ」「マテ」「オテ」「オカワリ」「ネンネ」。
基本的にお姉ちゃんとは意思の疎通がばっちり取れており、ペットホテルに預けられた際は散歩も嫌がり餌も水も口にしなかった程家族が大好き。
お姉ちゃん
作者であり宗次郎の飼い主。身長160cm。前職は秘書。
ネットゲーム・ぬいぐるみや人形、衣装制作・楽器・小説・漫画・フィギア収集が趣味であり、肉・シチュー・茶碗蒸し・ベビーカステラ・カニ・紅茶が好物。
絵ではズボンタイプが多いが、実際はスカートタイプが多いらしい。
当然犬好きではあるが、猫も好き。
宗次郎を溺愛しており、宗次郎といると癒されて目が細くなる。
趣味に衣装製作があるが、宗次郎の衣装も作成する。
GTホーキンスの靴がお気にいりらしい。
時折、不思議なダンスを踊り、イスには正座をする。
同作者のひよわーるどに実体験のネタが多くあるように、体力は無かったのだが、宗次郎の行動と重さによって鍛えられた。
自転車に轢かれそうになった宗次郎を、寝ぼけながらも体を張って守るなど宗次郎を非常に愛しているが、甘やかすわけではなくしっかりと躾をしているが、その分を母が甘やかしている。
自宅の近くに駅があり、家は3階建プラス屋上。
母
お姉ちゃんの母。
宗次郎に激アマで、エサを無制限に与えるなど基本的に宗次郎のいいなり。
甘やかしてばかりいるので、宗次郎に自分より下の立場だと思われている。
自身もネタになるばかりか、宗次郎をネタに困らない犬に育て、宗次郎の命名や本作のタイトルの命名に深く関わっており、ある意味本作品の最大の功労者でもある。
野菜・生姜・漬物が好物。
父
お姉ちゃんの父。
作中の絵が本人に似すぎと評判。
メガネをかけており、喫煙家で、パチンコにも行く模様。
昼休みに散歩中の宗次郎とお姉ちゃんの近くを通りかかっており、勤務地は自宅の近くと思われる。
宗次郎の中での家族の順位の一番であり、彼のくれる物はなんでも嬉しい。
9.6kgの宗次郎を肩に乗せることが出来る。
タコヤキを作る時はニボシでダシをとって本格的に作る。
ミュウちゃん
近所に住んでいるメス猫。
宗次郎とはラブラブだが、飼い主さんの前では浮気はしないため飼い主さんを見つけるとそちらにすっ飛んで行く。
非常に毛並みがきれい。

## 単行本
- あおば出版より2巻までが刊行され、実質の3巻がイースト・プレスより刊行された。
  1. （2005年2月16日発行） ISBN 4-87317-436-8
  2. （2006年6月29日発行） ISBN 4-87317-823-1

  - イースト・プレス版（実質第3巻） （2008年10月7日発行） ISBN 978-4-7816-0006-2
- 竹書房より新装版が刊行、全4巻
  1. （2012年7月31日発行） ISBN 978-4-8124-7953-7
  2. （2012年9月10日発行） ISBN 978-4-8124-7968-1
  3. （2013年8月12日発行） ISBN 978-4-8124-8364-0
  4. （2013年9月10日発行） ISBN 978-4-8124-8394-7